# Crangonyx aberrans
Crangonyx aberrans är en kräftdjursart som beskrevs av D. Smith 1983. Crangonyx aberrans ingår i släktet Crangonyx och familjen Crangonyctidae. Inga underarter finns listade i Catalogue of Life.